# Live in Japan (album, Chicago)
Live in Japan je album v živo chichaške rock zasedbe Chicago, ki je izšel leta 1972. Album je bil posnet na promocijski turneji Chicago V leta 1972 v Osaki na Japonskem. Skupina je skladbi »Lowdown« in »Questions 67 and 68« posnela in izvajala v japonščini.
Album je prvotno izšel kot dvojna plošča le na Japonskem. V ZDA je izšel leta 1996 v dveh zgoščenkah pri založbi Chicago Records.
Live in Japan je edini album skupine, ki ni bil oštevilčen in kot tak ni del kanona skupine. Prvi album v živo, Chicago at Carnegie Hall (1971), je del kanona in oštevilčen s številko IV.

## Kvaliteta zvoka
Številni poslušalci in člani skupine so mnenja, da je kvaliteta zvoka tega albuma boljša kot pri albumu Chicago at Carnegie Hall. James Pankow je bil vedno kritičen do tega albuma in je o njem dejal:
| “ | Sovražim ga. Akustika v Carnegie Hall ni bila nikoli mišljena za ozvočene instrumente in zvok ozvočenih trobil zveni kot kazoo. | ” |

Walter Parazaider je o kvaliteti zvoka pri albumu Live in Japan dejal:
| “ | Japonci so združili dve osem-kanalni napravi, da so dobili šestnajst kanalov. Kvaliteta zvoka je bila odlična. | ” |

## Ponovna izdaja
Album je ponovno izšel marca 2014 v paketu, ki je repliviral originalni dizajn z brošuro s fotografijami in besedili, zapisanimi s precej majhnimi črkami.

## Seznam skladb
| Stran 1 | Stran 1                      | Stran 1                       | Stran 1                        | Stran 1 |
| Št.     | Naslov                       | Pisec                         | Vokal                          | Dolžina |
| ------- | ---------------------------- | ----------------------------- | ------------------------------ | ------- |
| 1.      | „Dialogue (Part I & II)‟     | Robert Lamm                   | Lamm, Terry Kath, Peter Cetera | 6:55    |
| 2.      | „A Hit by Varèse‟            | Lamm                          | Lamm                           | 4:43    |
| 3.      | „Lowdown‟ (japonska verzija) | Peter Cetera, Danny Seraphine | Cetera                         | 4:14    |
| 4.      | „State of the Union‟         | Lamm                          | Peter Cetera                   | 8:14    |
| 5.      | „Saturday in the Park‟       | Lamm                          | Lamm, Cetera                   | 4:19    |

| Stran 2 | Stran 2 | Stran 2    | Stran 2                                       | Stran 2                                  |
| Št.     | Naslov | Pisec      | Vokal                                         | Dolžina                                  |
| ------- | --- | ---------- | --------------------------------------------- | ---------------------------------------- |
| 6.      | „Ballet for a Girl in Buchannon« 1. »Make Me Smile« 2. »So Much to Say, So Much to Give« 3. »Anxiety's Moment« 4. »West Virginia Fantasies« 5. »Colour My World« 6. »To Be Free« 7. »Now More Than Ever‟ | Pankow     | Kath Lamm Instrumental Kath Instrumental Kath | 14:05 3:17 0:59 1:02 1:32 3:22 2:17 1:36 |
| 7.      | „Beginnings‟ | Lamm       | Lamm                                          | 6:36                                     |
| 8.      | „Mississippi Delta City Blues‟ | Terry Kath | Kath                                          | 5:50                                     |

| Stran 3 | Stran 3                                                       | Stran 3 | Stran 3      | Stran 3 |
| Št.     | Naslov                                                        | Pisec   | Vokal        | Dolžina |
| ------- | ------------------------------------------------------------- | ------- | ------------ | ------- |
| 9.      | „A Song for Richard and His Friends‟                          | Lamm    | Lamm         | 7:54    |
| 10.     | „Does Anybody Really Know What Time It Is? [Free Form Intro]‟ | Lamm    | /            | 6:15    |
| 11.     | „Does Anybody Really Know What Time It Is?‟                   | Lamm    | Lamm         | 3:53    |
| 12.     | „Questions 67 & 68‟ (japonska verzija)                        | Lamm    | Cetera, Lamm | 4:51    |

| Stran 4         | Stran 4         | Stran 4                     | Stran 4            | Stran 4 |
| Št.             | Naslov          | Pisec                       | Vokal              | Dolžina |
| --------------- | --------------- | --------------------------- | ------------------ | ------- |
| 13.             | „25 or 6 to 4‟  | Lamm                        | Cetera             | 9:14    |
| 14.             | „I'm a Man‟     | Steve Winwood, Jimmy Miller | Kath, Cetera, Lamm | 10:43   |
| 15.             | „Free‟          | Lamm                        | Kath               | 6:29    |
| Skupna dolžina: | Skupna dolžina: | Skupna dolžina:             | Skupna dolžina:    | 104:15  |

## Zasedba
- Robert Lamm – klaviature, vokal
- Terry Kath – kitara, vokal
- Peter Cetera – bas, vokal
- Danny Seraphine – bobni, konge, zvonovi
- Lee Loughnane – trobenta, spremljevalni vokal, tolkala
- Walter Parazaider – pihala, tolkala
- James Pankow – trombon, tolkala